# 郡上八幡インターチェンジ
郡上八幡インターチェンジ（ぐじょうはちまんインターチェンジ）は、岐阜県郡上市八幡町にある東海北陸自動車道のインターチェンジである。

## 歴史
- 1996年（平成8年）4月18日 - 東海北陸自動車道の美並IC - 当IC間の開通に伴い[2][3]、供用開始[1]。当初は暫定2車線での供用[3]。
- 1997年（平成9年）11月10日 - 当IC - 白鳥IC間が開通（暫定2車線）[2][3]。
- 2008年（平成20年）7月18日 - 瓢ヶ岳PA - 当IC間が4車線化[3]。

## 道路
- E41 東海北陸自動車道（8番）

## 料金所
- ブース数：5

### 入口
- ブース数：2
  - ETC・一般：2

### 出口
- ブース数：3
  - ETC専用：2
  - 一般：1(精算機レーン）

## 接続する道路
- 国道156号[1]

## 周辺
- 長良川鉄道越美南線 郡上八幡駅
- 郡上八幡地方合同庁舎
- 郡上市民病院
- 郡上八幡城
- 郡上八幡博覧館
- 齋藤美術館
- 郡上市役所
- 郡上警察署
- 岐阜県立郡上高等学校

## 郡上八幡バスストップ

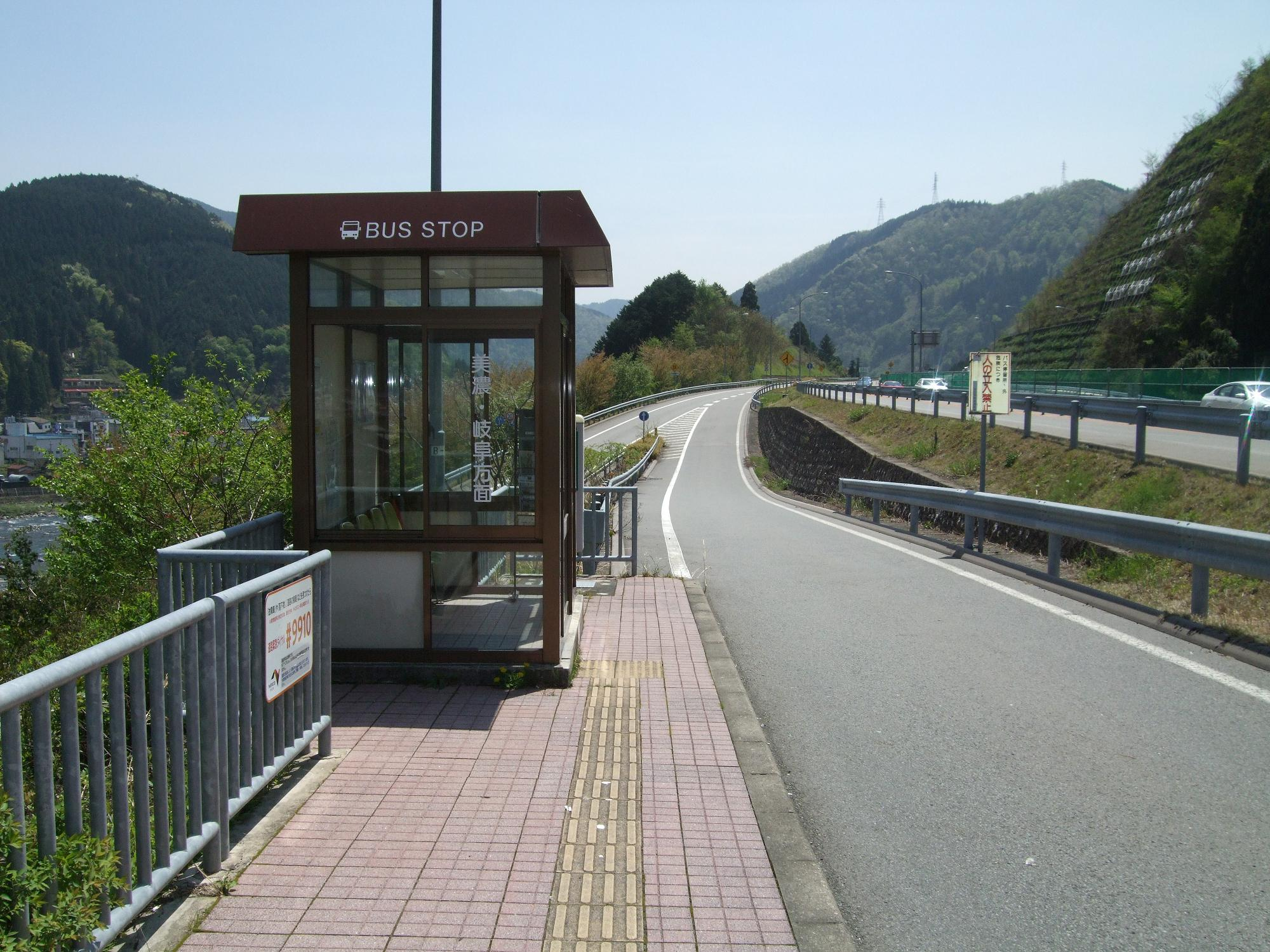
郡上八幡インター バスストップ

郡上八幡バスストップは東海北陸道の郡上八幡インターチェンジにあるバス停留所である。

### 停車する路線
旅客案内上では郡上八幡インター（ぐじょうはちまんインター）と称する。
- ひだ高山号 名古屋 - 高山線（ジェイアール東海バス・名鉄バス・濃飛乗合自動車）

名古屋・高山両方向に乗降可能（一部通過便あり）。
- ウエストライナー 大阪・京都 - 高山線（近鉄バス・濃飛乗合自動車）

大阪行は乗車のみ・高山行は降車のみの取扱。
- 高速名古屋白川郷線（岐阜乗合自動車）

### 廃止・ 経路変更路線
- 高速八幡線 岐阜 − 郡上白鳥系統（岐阜乗合自動車・岐阜バスコミュニティ八幡）
- 中部国際空港（セントレア）線（濃飛乗合自動車）

## 隣
E41 東海北陸自動車道
(7)美並IC - 瓢ヶ岳PA（下り線のみ） - (8)郡上八幡IC - (9)ぎふ大和IC/PA